# Yellowcake

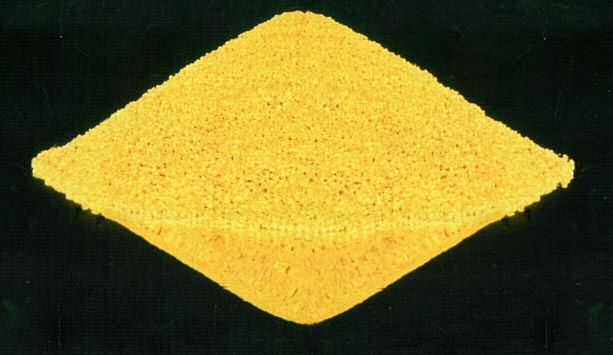
Yellowcake en poudre.

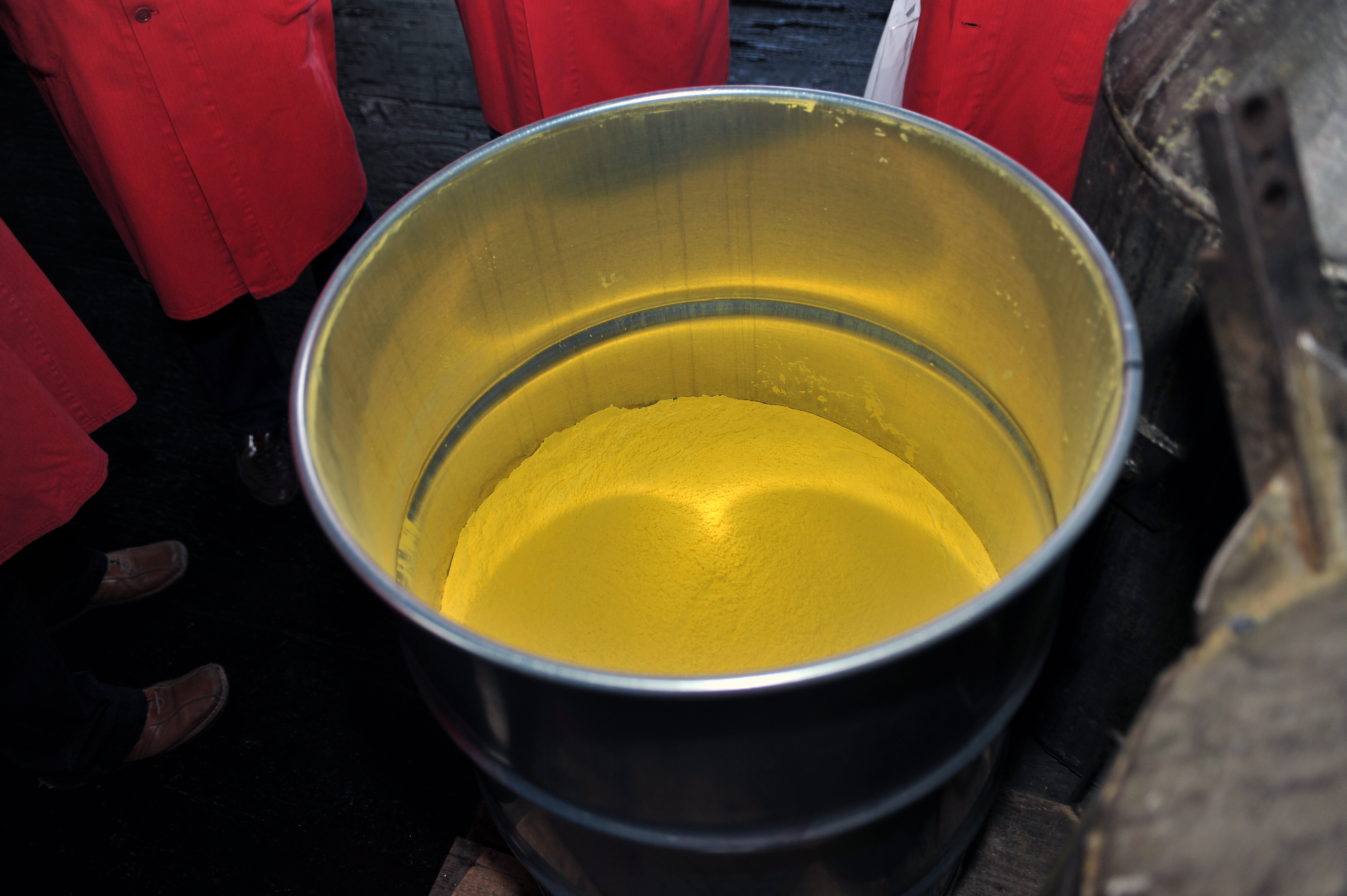
Yellowcake en baril.

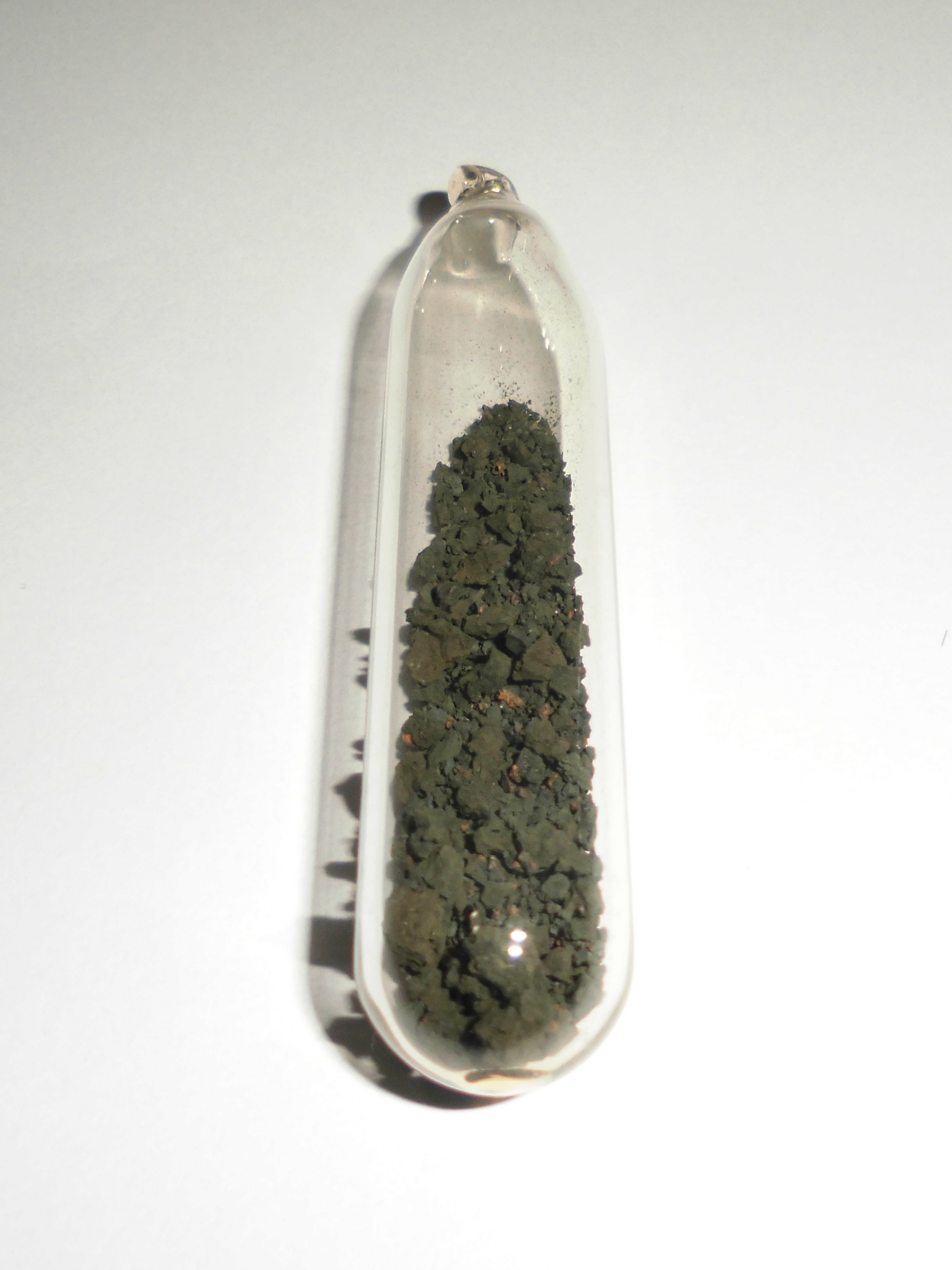
Oxyde d'uranium en capsule.

Le yellowcake (« gâteau jaune » en anglais) ou concentré orange est un concentré d'uranium auparavant sous forme de diuranate de sodium, solide jaune Na2U2O7, puis plus récemment d'octaoxyde de triuranium U3O8 (solide vert-noir). C'est pourquoi dans les échanges boursiers cette matière première est maintenant nommée U3O8.
C'est une poudre grossière qui n'est pas soluble dans l'eau et qui contient environ 80 % d'uraninite, fondant à environ 2 878 °C. Le yellowcake produit par la plupart des usines modernes est en fait brun ou noir, et non jaune. Son nom vient de la couleur et de la texture des concentrés qui étaient produits par les premières méthodes d'extraction utilisées. Il s'agit du produit final du procédé d'extraction de l'uranium de la mine avant transport et purification,.
Le yellowcake est produit dans tous les pays où l'on extrait de l'uranium, le plus souvent dans un site à proximité de la mine d'uranium. Pour cela, deux méthodes peuvent être employées :
- méthode acide : l'acide sulfurique H2SO4 chaud, additionné de chlorate de sodium NaClO3 ;

- méthode basique : carbonate de sodium Na2CO3, de la chaux (oxyde de calcium CaO), de la sidérite (carbonate de fer FeCO3) et de l'oxygène O2 dans un autoclave à 140 °C et une pression de 6 bars (600 kPa).

Il représente une étape intermédiaire dans le procédé d'obtention de combustible nucléaire à partir du minerai d'uranium. Le yellowcake est utilisé dans la préparation de combustible pour les réacteurs nucléaires. Pour cela, il doit d'abord être purifié dans une raffinerie d'uranium.

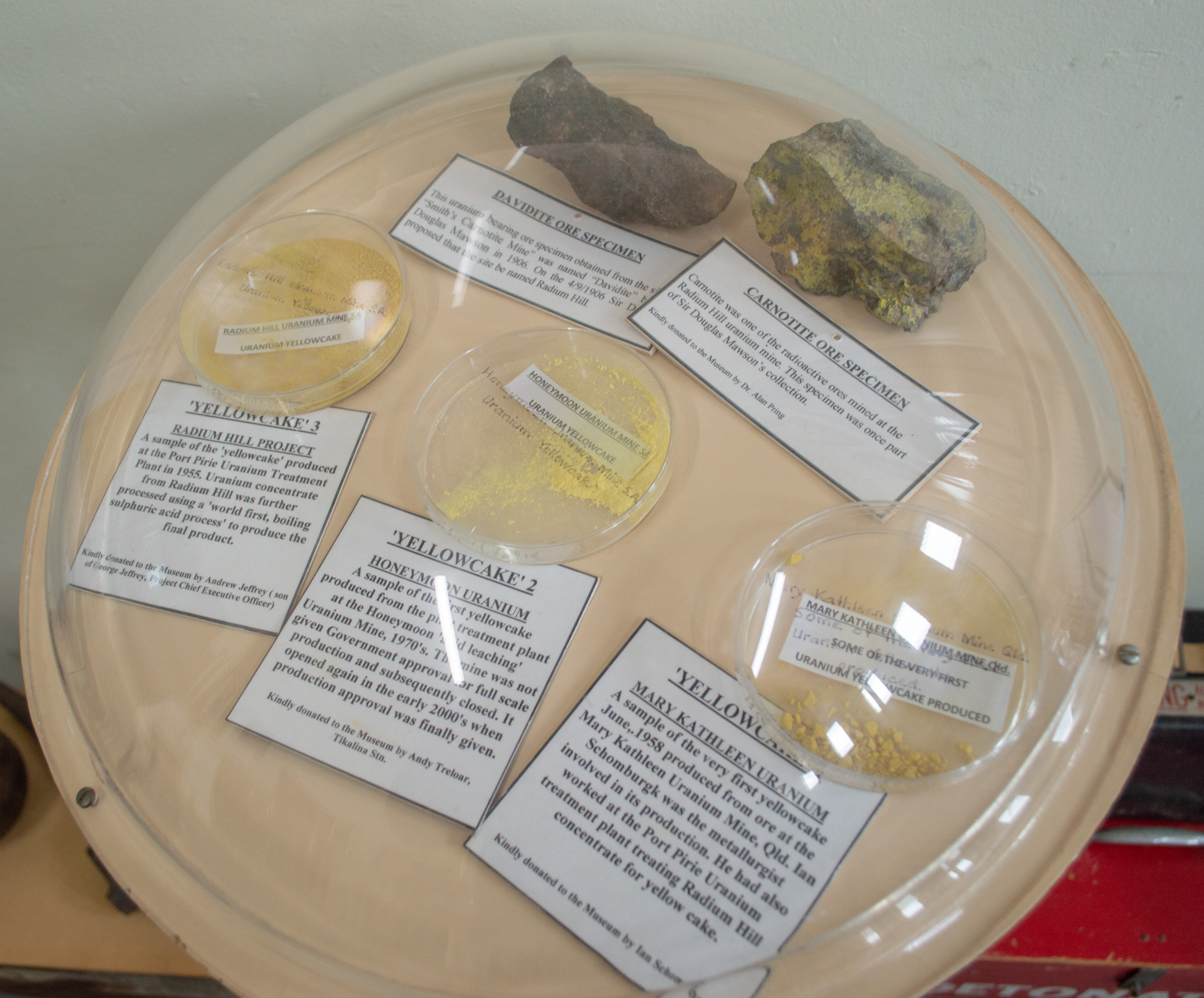
Minerai et yellowcake

Puis, il peut être converti en trioxyde d'uranium UO3 pour être utilisé sous la forme de barres de combustible pour un réacteur à eau lourde pressurisée ou un autre système utilisant de l'uranium naturel (par exemple la filière UNGG).
Il peut aussi être converti en un gaz d'hexafluorure d'uranium UF6, pouvant être enrichi par diffusion gazeuse ou bien dans une centrifugeuse pour produire de l'uranium enrichi, utilisé pour les armes et les réacteurs nucléaires.

## Radioactivité et impact
L'uranium contenu dans le yellowcake est presque exclusivement (> 99 %) de l'U-238, avec une très faible radioactivité. Cet isotope a une demi-vie extrêmement longue, à savoir plus de 4 milliards d'années, ce qui signifie qu'il émet des radiations à un rythme lent. Cette étape du traitement a lieu avant que l'U-235, plus radioactif, ne soit concentré. Par définition, ce stade de l'uranium a donc la même radioactivité que dans la nature, lorsqu'il était sous terre, puisque les proportions des isotopes sont à leur concentration d'origine relative. Le yellowcake est dangereux lorsqu'il est inhalé.